# 금홍아 금홍아
《금홍아 금홍아》는 1995년에 개봉한 대한민국의 영화이다. 시인 이상과 화가 구본웅, 기생 금홍의 사랑을 그린 영화이다.

## 캐스팅
- 김갑수 : 이상 역
- 김수철 : 구본웅 역
- 이지은 : 금홍 역
- 윤정빈 : 변동림 역
- 김우란 : 최경자 역
- 박지일 : 김기림 역
- 고인배 : 정지용 역
- 하덕성 : 김유정 역
- 주호성 : 이태준 역
- 고동업 : 박태원 역
- 정경희 : 김영숙 역
- 한성식 : 무슈우 역
- 안병경 : 전당포 주인 역
- 양택조 : 신문사 국장 역
- 이석구 : 잡지사 부장 역
- 이예민 : 본웅 집사 역
- 추봉 : 국향여관 집사 역
- 윤일주 : 이상 부 역
- 전숙 : 이상 모 역
- 박용팔 : 다방 주인 역
- 전수환 : 학예부원 2 역
- 송영재 : 복덕방 친구 역
- 김성룡 : 건달 1 역
- 김홍준 (우정출연)
- 송능한 (우정출연)
- 육상효 (우정출연)

## 수상
- 1995년 제6회 춘사영화상
  - 신인여우상 - 이지은
  - 음악상 - 김수철
- 1995년 제16회 청룡영화상
  - 신인여우상 - 이지은
- 1996년 제34회 대종상
  - 신인여우상 - 이지은
  - 미술상 - 김유준
  - 의상상 - 이해윤, 허영